# リーヴォ (コモ県)
リーヴォ（伊: Livo）は、イタリア共和国ロンバルディア州コモ県にある人口約200人の基礎自治体（コムーネ）。

## 地理

### 位置・広がり
コモ県北部のコムーネ。コモ湖北東端のソーリコから西へ6km、県都コモから北北東へ43kmの距離にある。

#### 隣接コムーネ
隣接するコムーネは以下の通り。括弧内のCH-GRはスイス・グラウビュンデン州、SOはソンドリオ県所属を示す。
- Cama (CH-GR)
- ドマーゾ
- ドッソ・デル・リーロ
- ゴルドーナ (SO)
- ペーリオ
- サモーラコ (SO)
- ヴェルカーナ

### 地震分類
イタリアの地震リスク階級 (it) では、4 に分類される。

## 行政

### 山岳部共同体
広域行政組織である山岳部共同体「ヴァッリ・デル・ラーリオ・エ・デル・チェレージオ山岳部共同体」 (it:Comunità montana Valli del Lario e del Ceresio) （事務所所在地: グラヴェドーナ・エドゥニーティ）を構成するコムーネの一つである。